# Тлухово (гміна)
Гміна Тлухово (пол. Gmina Tłuchowo) — сільська гміна у північній Польщі. Належить до Ліпновського повіту Куявсько-Поморського воєводства.
Станом на 31 грудня 2011 у гміні проживало 4698 осіб.

## Площа
Згідно з даними за 2007 рік площа гміни становила 98.67 км², у тому числі:
- орні землі: 77.00%
- ліси: 17.00%

Таким чином, площа гміни становить 9.72% площі повіту.

## Населення
Станом на 31 грудня 2011:
| Опис     | Загалом | Загалом | Чоловіки | Чоловіки | Жінки | Жінки |
| -------- | ------- | ------- | -------- | -------- | ----- | ----- |
| одиниця  | осіб    | %       | осіб     | %        | осіб  | %     |
| все      | 4698    | 100     | 2360     | 50.23    | 2338  | 49.77 |
| міське   | 0       | 100     | 0        |          | 0     |       |
| сільське | 4698    | 100     | 2360     | 50.23    | 2338  | 49.77 |

## Сусідні гміни
Гміна Тлухово межує з такими гмінами: Брудзень-Дужи, Добжинь-над-Віслою, Мохово, Скемпе, Вельґе.